# Siegfried Niese

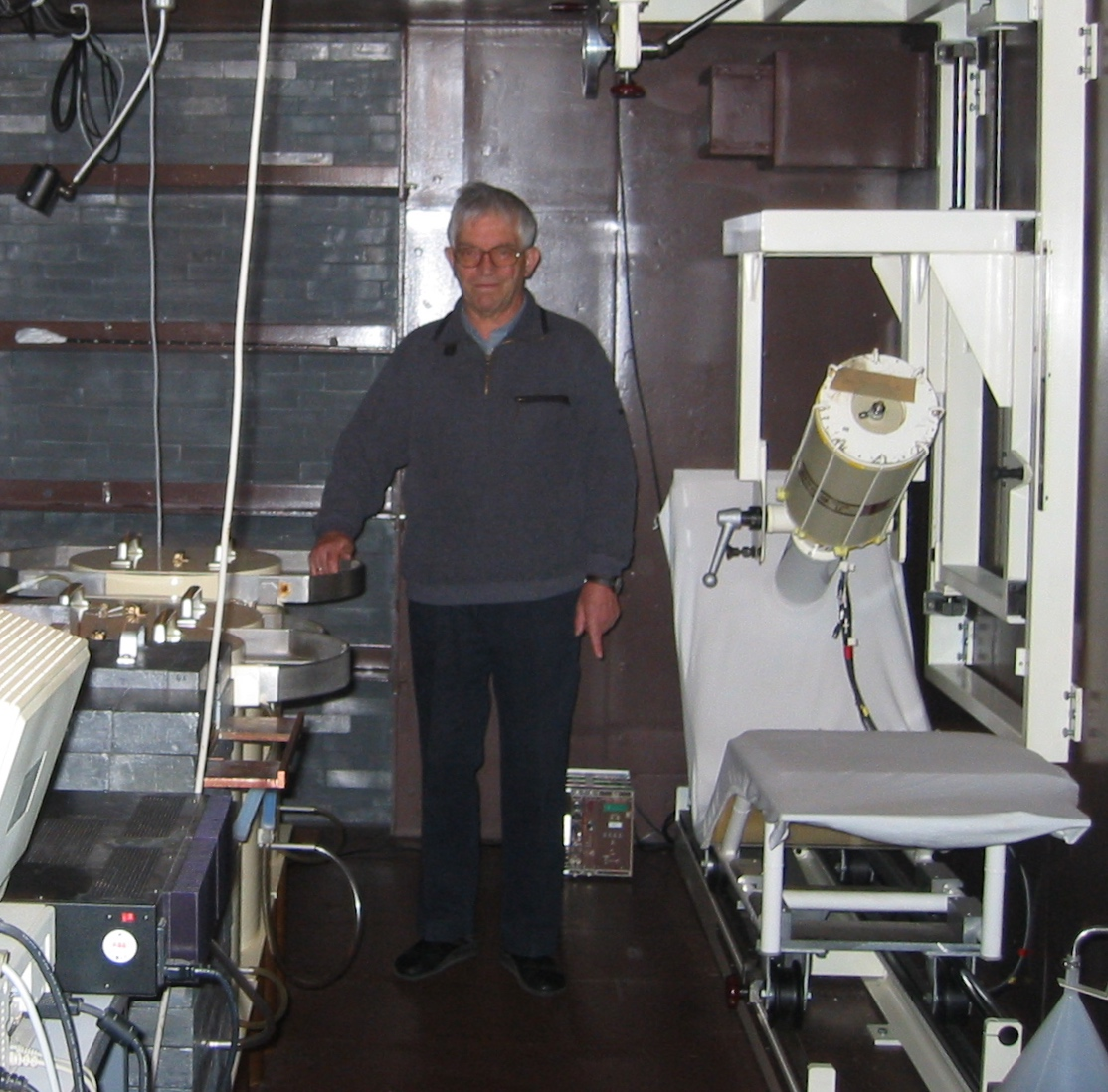
Siegfried Niese (2004)

Siegfried Niese (* 23. Oktober 1932 in Riesa, eigentlich Karl Siegfried Niese; † 2. April 2021) war ein deutscher Professor für Chemische Analytik.

## Leben
Siegfried Niese studierte nach dem Abitur von 1951 bis 1956 an der Universität Leipzig Chemie, wo er auch mit einer Arbeit zur Extraktion von Thoriumnitrat 1959 promovierte. Er war von 1956 bis 1991 im Zentralinstitut für Kernforschung Rossendorf und anschließend bis 1999 im Verein für Kernverfahrenstechnik und Analytik e. V. in Rossendorf beschäftigt und arbeitete bis 1959 über die Wiederaufarbeitung bestrahlter Kernbrennstoffe und danach auf dem Gebiet der radiochemischen Analytik. 1972 habilitierte er an der TU Dresden mit einer Arbeit über die Spurenanalyse von Halbleitersilicium zum Dr. sc. nat., wurde von der Akademie der Wissenschaften der DDR 1980 zum Professor ernannt und führte Lehraufträge an der TU Dresden und der Bergakademie Freiberg aus. Siegfried Niese initiierte als Leiter der Fachgruppe Radiochemische Analytik der Chemischen Gesellschaft vier internationale Tagungen zu nuklearen Analysenverfahren in Dresden und mehrere nationale Tagungen in Dresden.
Siegfried Niese war mit der promovierten Chemikerin Ursula Niese (geb. Friederici) verheiratet, sie haben drei Kinder.

## Forschungsarbeiten
Ausgangspunkt der Forschungsarbeiten war das Interesse von Instituten, Kliniken und Betrieben an der Bestimmung von Spurenelementen und Radionukliden in Reinststoffen, geologischen und biologischen Materialien, Werkstoffen und Medien von Kernkraftwerken und Umweltproben. Für die Analyse von hochreinem Silicium wurde das Nachweisvermögen der Aktivierungsanalyse durch neuartige Koinzidenzmessverfahren und deren Durchführung in einem Untertagemesslabor verbessert. In dem Labor, wo in zwei Messkammern mit unterschiedlichen Kombinationen von Abschirmmaterialien optimale Bedingungen für die Messung von Gammastrahlen bzw. von Alpha-, Betastrahlen und Neutronen gegeben waren, wurden auch Messungen geringer Radioaktivitäten in Meteoriten und Umweltproben durchgeführt.
Mit dem Eintritt in den Ruhestand widmete sich Siegfried Niese vorwiegend der Wissenschaftsgeschichte. Neben den biographischen Arbeiten zum Begründer seines Arbeitsgebiets, Georg von Hevesy, hat er Buchkapitel und Artikel zu einer Reihe weiterer Wissenschaftler verfasst und für seinen Heimatort Mohorn Persönlichkeiten und Sehenswürdigkeiten beschrieben.